# Heinrich von Harpprecht
Heinrich Harpprecht, ab 1841 von Harpprecht, (* 2. Oktober 1801 in Ötisheim; † 10. Februar 1859 in Stuttgart) war ein deutscher Richter im Königreich Württemberg.

## Leben
Heinrich Harpprecht war der Sohn des späteren Oberfinanzrats Gottfried Heinrich Harpprecht (1764–1820) und der Johanna Sophie Groß.
1830 heiratete er Marie Duvernoy (1804–1869), eine Tochter des Medizinalrats Georg David von Duvernoy (1750–1829). Dieser war Leibarzt von Herzog Friedrich Eugen. Heinrich und Marie Harpprecht hatten fünf Kinder, darunter Theodor Harpprecht.
Harpprecht besuchte die Lateinschule in Öhringen, von 1819 bis 1824 studierte er Rechtswissenschaft an der Eberhard Karls Universität Tübingen. Während seines Studiums wurde er 1819 Mitglied der Burschenschaft Germania Tübingen und 1822 der Jenaischen Burschenschaft. Nach der ersten höheren Justizdienstprüfung wurde er 1825 Sekretariatsassistent beim Obertribunal in Stuttgart. 1827 ging er als Gerichtsaktuar zum Oberamtsgericht in Spaichingen, 1828 wurde er Oberjustizassessor beim Gerichtshof des Donaukreises in Ulm, 1836 folgte seine Ernennung zum Oberjustizrat. 1841 ging er als Vortragender Rat mit dem Titel Obertribunalrat zum Innenministerium, 1843 ernannte man ihn zum Direktor des Obertribunals in Stuttgart, er war dort zugleich Vorsitzender des Zivilsenats. 1847 verfasste er als einer der herausragenden Juristen seiner Zeit den Entwurf einer Zivilprozessordnung. 1852 wurde er Präsident des Obertribunals und damit lebenslanges Mitglied der Ersten Kammer (Standesherren) der Württembergischen Landstände. Heinrich von Harpprecht starb an einer Lungenentzündung.

## Ehrungen
- 1841 Ritterkreuz des Ordens der Württembergischen Krone,[2] welches mit der Erhebung in den persönlichen Adel (Nobilitierung) verbunden war.
- 1844 Ehrenkreuz II. Klasse des Fürstlich Hohenzollerischen Hausordens
- 1848 Kommenturkreuz des Ordens der Württembergischen Krone
- 1856 Großkreuz des Friedrichs-Ordens